# Chromatomyia nigra
Chromatomyia nigra este o specie de muște din genul Chromatomyia, familia Agromyzidae, descrisă de Johann Wilhelm Meigen în anul 1830. Conform Catalogue of Life specia Chromatomyia nigra nu are subspecii cunoscute.